# Wes Johnson
Wes Johnson (6 de junio de 1961) es un actor, dibujante, comediante y artista de voz estadounidense, quién ha aparecido películas como Vergüenza Sucia, Jefe de estado, La Invasión, Para más Rico o más Pobre y Corazones en Atlantis. Wes está casado desde su juventud con Kim Barrett Johnson. Son los padres de tres hijos.
Wes fue copresentador con el legendario Wolfman Jack por dos años de su último nacionalmente sindicado espectáculo radiofónico, escribiendo croquis de comedia y actuándoles con el 'Hombre lobo' en vivo una vez por semana.  Wes ha escrito para y aparecido en varios grupos cómicos incluyendo Víctimas Frescas, producto nacional bruto, y La Oposición Leal. También creó las cintas de cómic Martini 'N Clyde y Joe Seguidor, las cuales han sido publicados en El Tiempo de Washington y Revista de Seguidor de los Deportes, respectivamente.